# Hedyosmum gentryi
Hedyosmum gentryi är en tvåhjärtbladig växtart som beskrevs av W.G. D'arcy och R.L. Liesner. Hedyosmum gentryi ingår i släktet Hedyosmum och familjen Chloranthaceae. Inga underarter finns listade i Catalogue of Life.